# Wawel (vonat)
A Wawel egy nemzetközi gyorsvonat volt. Az 1995-ben InterCity szolgáltatásként bevezetett vonatot 2006-ban az üzemeltető PKP Intercity és a DB Fernverkehr az EuroCity kategóriába emelte. A járatot 2014 végén megszüntették, majd 2020 decemberében újra elindították.
A járat a lengyelországi Krakkót és Wrocławot kötötte össze a németországi Berlinnel és Hamburggal. Nevét a krakkói Wawelről, a lengyel királyok egykori krakkói rezidenciájáról kapta.

## Útvonal
A Wawel kezdetben a lengyelországi Krakkó és a németországi Berlin között közlekedett. A vonatok a krakkói Główny pályaudvarról indultak Katowicén és Wrocławon keresztül, a Szczecin felé vezető vasútvonalon haladtak a Rzepin vasúti csomópontig, ahonnan a Varsó-Kunowice-vasútvonalon a lengyel-német határig és Frankfurt (Oder) városáig közlekedtek. Frankfurt (Oder) és Berlin között a Wawel az Alsó-Szilézia-Marcher vasútvonalon közlekedett.
2001-ben a hétköznap közlekedő járatokat meghosszabbították Hamburgig, míg a hétvégi járatok továbbra is csak Berlinig közlekedtek. Ekkor a vonatok Cottbuson keresztül, a német-lengyel határon Forstnál (Lausitz), majd Żaryn, Żagańon és Legnicán keresztül Wrocławba közlekedtek, majd onnan tovább Krakkóba. 2010-től a vonatok Żaryból Węgliniec vasútállomáson keresztül közlekedtek. 2012 decemberében a vonal keleti szakaszát visszavágták Wrocławig, 2013 májusában pedig a nyugati hétköznapi meghosszabbítás végállomását ideiglenesen keletre, Lüneburgba helyezték át.
A Wawel soha nem tudta elérni a Deutsche Reichsbahn által üzemeltetett gyors dízel motorvonatok menetidejét, amelyek az 1930-as években közlekedtek a vonalon. Ezért az utasok száma jelentősen csökkent a párhuzamos A4-es és A18-as lengyelországi autópályák megépítésekor. A járatot 2014 decemberében szüntették meg. Az említett szolgáltatást üzemeltető PKP Intercity 2016-ban a Wawel nevet használta néhány belföldi InterCity vonatán Krakkóból Bydgoszczba, 2017-ben és 2018-ban Krakkóból Szczecinbe, 2019-ben pedig Zielona Górából Łódźba.
2017 közepén bejelentették, hogy a szolgáltatás 2019 decemberében újraindulhat. 2019 szeptemberében ezt 2020 júniusára tolták ki - különböző okok, többek között a COVID-19 pandémia miatt. A vonatközlekedés végül 2020 decemberében indult újra. A "régi" Wawel-vonathoz képest az útvonal teljesen megváltozott: A vonat Hamburg Hbf helyett Berlin Hbf-ből indul, Berlin és Legnica között a gyorsabb és villamosított útvonalon, Frankfurt (Oder) érintésével közlekedik, a keleti végállomás pedig Wrocław Główny helyett Krakkó Głównyba került vissza.
| Év        | Útvonal |
| --------- | --- |
| 2013-2014 | Hamburg Hbf – Hamburg-Harburg – Lüneburg – Uelzen – Salzwedel – Stendal Hbf – Berlin-Spandau – Berlin Hbf – Berlin Südkreuz – Lübbenau (Spreew) – Cottbus Hbf – Forst (Lausitz) – Żary – Węgliniec – Bolesławiec – Legnica – Wrocław Główny |
| 2021      | Berlin Hbf – Berlin Ostbahnhof – Frankfurt (Oder) – Rzepin – Zielona Góra Główna – Głogów – Lubin – Legnica – Wrocław Główny – Opole Główne – Gliwice – Zabrze – Katowice – Kraków Główny                                                   |